# Conyza sumatrensis
Espèce
Conyza sumatrensis (synonyme : Erigeron sumatrensis), ou Vergerette de Sumatra ou Vergerette blanchâtre, est une espèce de plantes dicotylédones de la famille des Asteraceae, originaire d'Amérique du Sud.
La vergerette de Sumatra est une plante herbacée annuelle ou bisannuelle, introduite dans beaucoup de pays du monde qui s'est d’abord répandue en Asie du Sud-Est et par la suite en Europe et dans le bassin méditerranéen. Cette plante rudérale est connue pour être une mauvaise herbe (adventice) des cultures, que l'on retrouve aussi bien dans les champs cultivés, que dans les aires perturbées, les vergers et pâturages et sur les bords de route, de voies ferrées et des rues. Elle est arrivée plus récemment en Europe que la vergerette du Canada mais son extension est plus rapide. De ce fait, elle tend à la supplanter en milieu urbain..
Des populations de vergerette de Sumatra ont été signalées, depuis 1986, comme résistantes à  des herbicides dans plusieurs pays. L'une de ces populations a été signalée au Brésil comme résistant à la fois à des herbicides des groupes  B/2 (inhibiteurs de l'ALS) et G/9 (inhibiteurs de l'EPSP synthase, comme le glyphosate).

## Nomenclature et étymologie
Selon Tropicos, le nom Conyza sumatrensis (Retz.) E. Walker est valide.
L’espèce fut d’abord décrite et nommée Erigeron sumatrensis par le botaniste suédois Anders Jahan Retzius (1742-1821) en 1789 [1788] dans Observationes Botanicae 5: 28. Le site POWO considère que ce nom est encore valide.
Cependant en 1971, E. Walker (1899-1991) place l’espèce dans le genre Conyza, créé par Lessing en 1832.
Le nom de genre Erigeron est un emprunt au latin, venant du grec ηριγερων (Théophraste, Dioscoride 4, 96) « vieillard au printemps », ainsi nommé parce que les aigrette blanches des fleurs paraissent au printemps (Dioscoride). Erigeron désigne un Séneçon (Senecio vulgaris L. et autres espèces), Pline, 25, 167.
Le nom de genre Conyza est emprunté au latin conyza, lui-même venant du grec χονυζα konydza (Théophraste, Dioscoride), diversement interprété, mis en rapport avec χονις « poussière » ou avec χνυω « gratter » par l’intermédiaire d’une forme dialectale χνυζα. Pline l’utilise pour désigner différentes espèces d’Inule. Les espèces du genre Conyza se distinguent des Erigeron par des phyllaires (bractées de l’involucre) de différentes tailles, et par de 2 à 20 fois plus de fleurons pistillés que de fleurons bisexués.
L’épithète spécifique sumatrensis est un mot dérivé de latin botanique, par suffixation de l’étymon Sumatra par l’affixe -ensis servant à construire des gentilés sur la base du toponyme, valant finalement « de Sumatra ».  Le nom Conyza sumatrensis  de cette espèce d’origine sud-américaine vient qu’elle s’est implantée précocement à Sumatra.

## Description

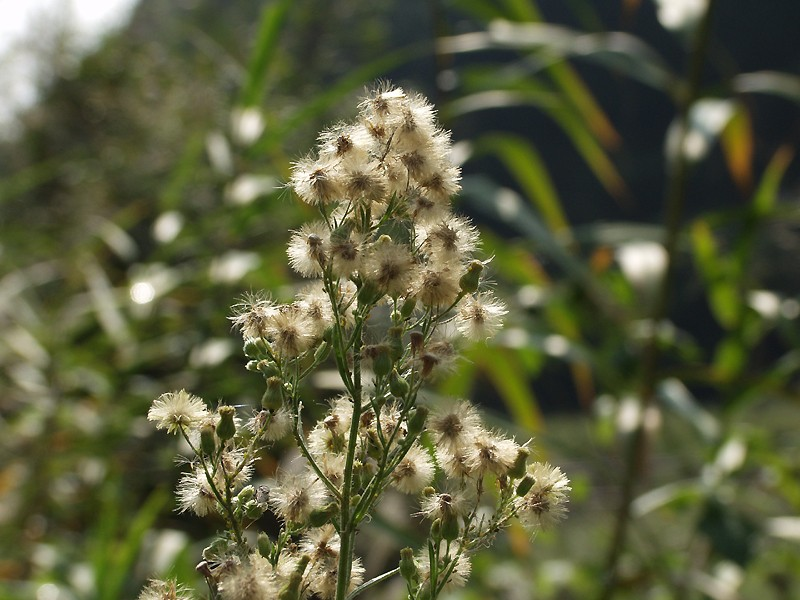
Capitules à maturité montrant les aigrettes de soies des akènes.

Conyza sumatrensis est une plante herbacée annuelle, pubescente, formée d’une tige dressée, velue à poils hirsutes et étalés, cannelée, très feuillée, pouvant atteindre de 50 à 150 cm de haut,.
Les feuilles basales et inférieures sont disposées en rosette, entières, pétiolées, à limbe ovale elliptique denté, qui une fois flétries restent persistantes à l'anthèse. Les feuilles caulinaires inférieures et moyennes sont oblancéolées à lancéolées, de 4–10 cm de long, 0,5–1,5 cm de large, à apex aigu et base atténuée, bords généralement dentés en scie (serreté) . Les feuilles supérieures sont plus petites, linéaires à lancéolées, subentières, pubescentes sur les deux faces.
Les capitules de 5–8 mm de diamètre sont disposés en larges panicules. Chaque capitule pédonculé est sous-tendu par un involucre, comportant 3 rangées de bractées, linéaires lancéolées, légèrement hirsutes, à apex acuminé, les externes les plus courtes, les internes d’environ 5 mm de long. Le capitule comporte de nombreux fleurons ligulés périphériques, pistillés, de 3–4 mm de long, et 5 à 10 fleurons, du disque étroitement tubulaires, bisexués, à 5 lobes, jaunâtres.
Le fruit est un akène oblong-oblancéolé, de 0,7–1,5 mm de long, pourvu d’un pappus (aigrette) fauve, persistant.
Cette espèce fleurit continûment du printemps à l'hiver .

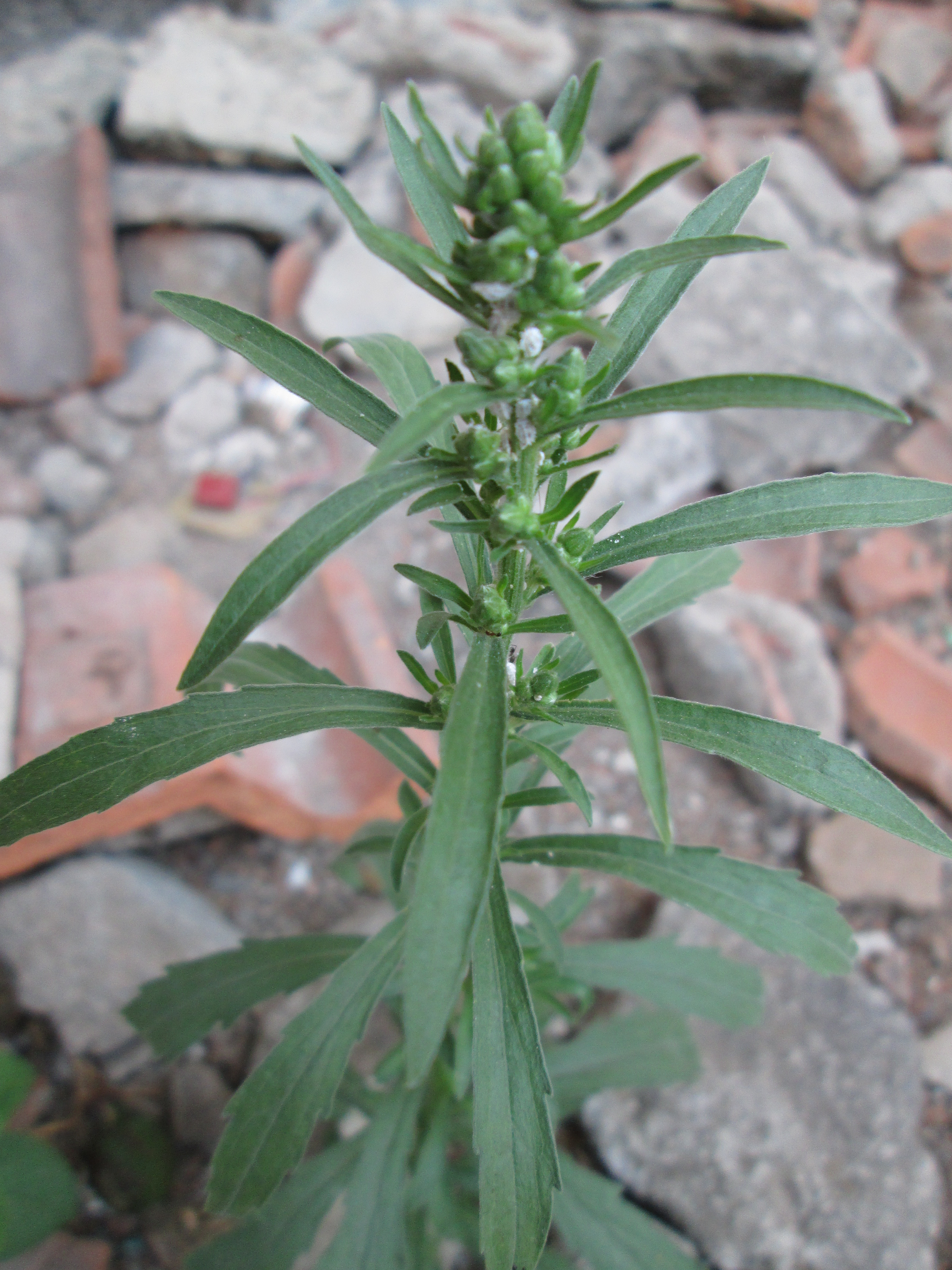
Feuilles sup. linéaires, entières
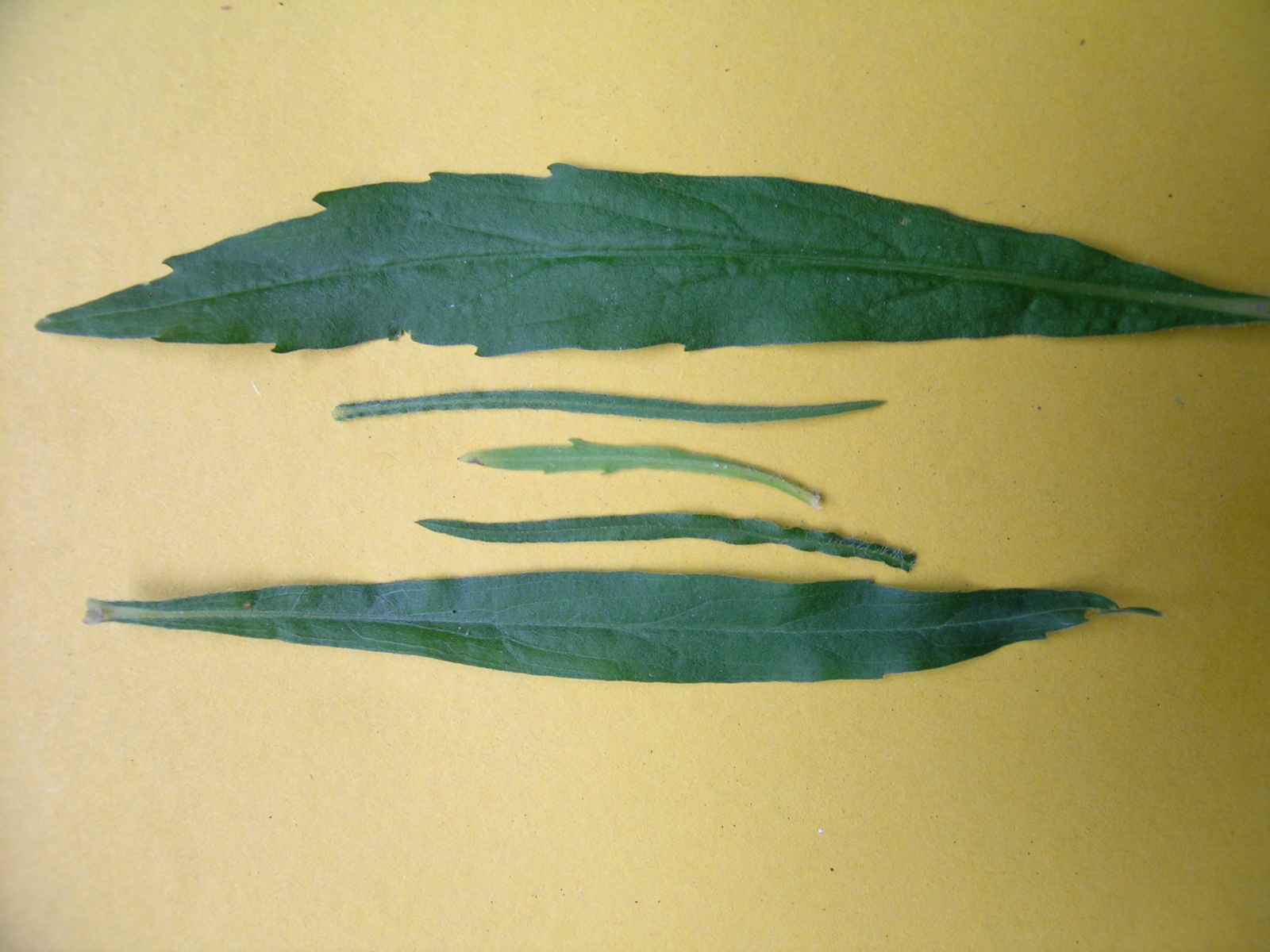
Feuilles inf. serretées, sup. entières, plus petites
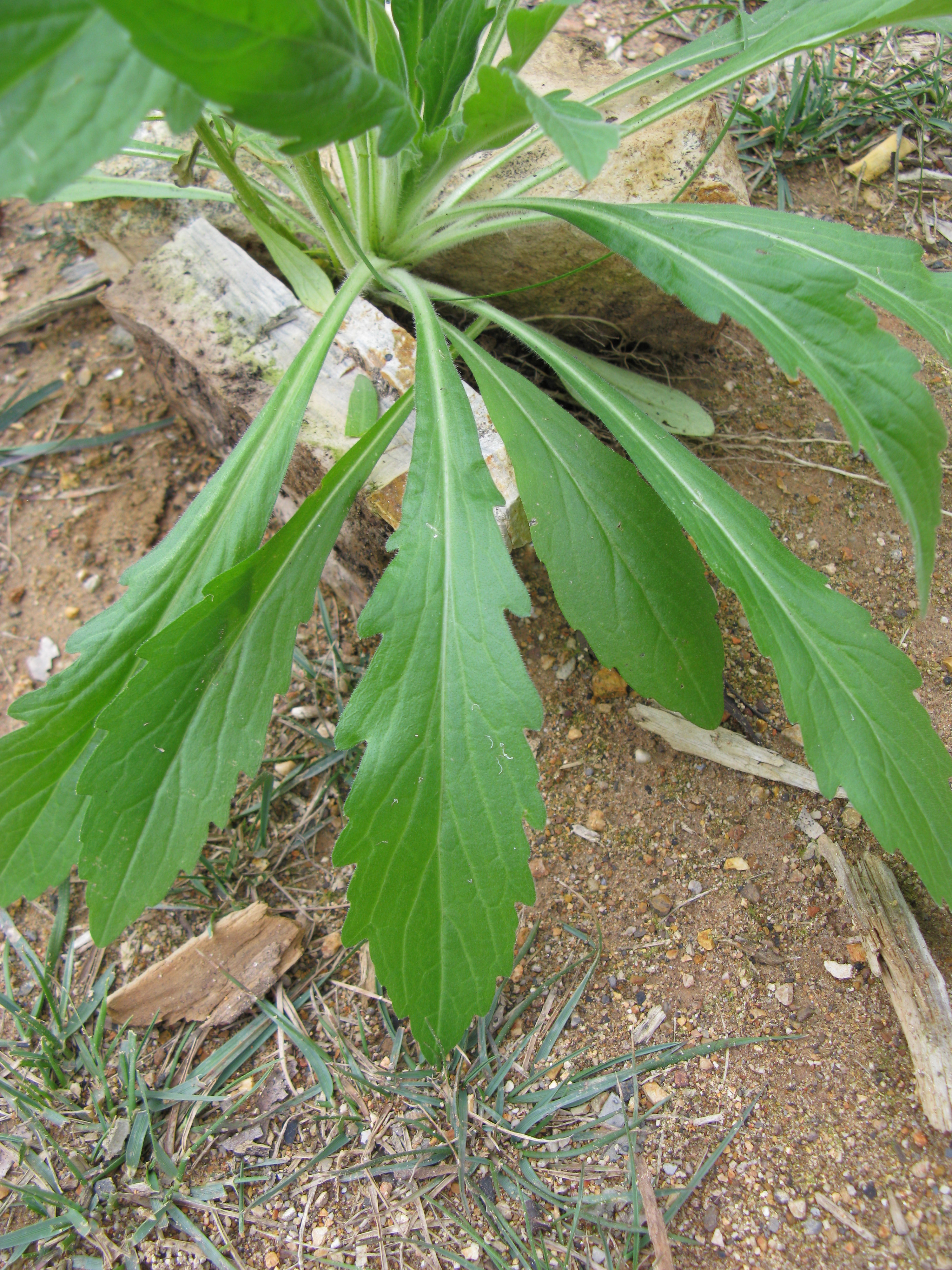
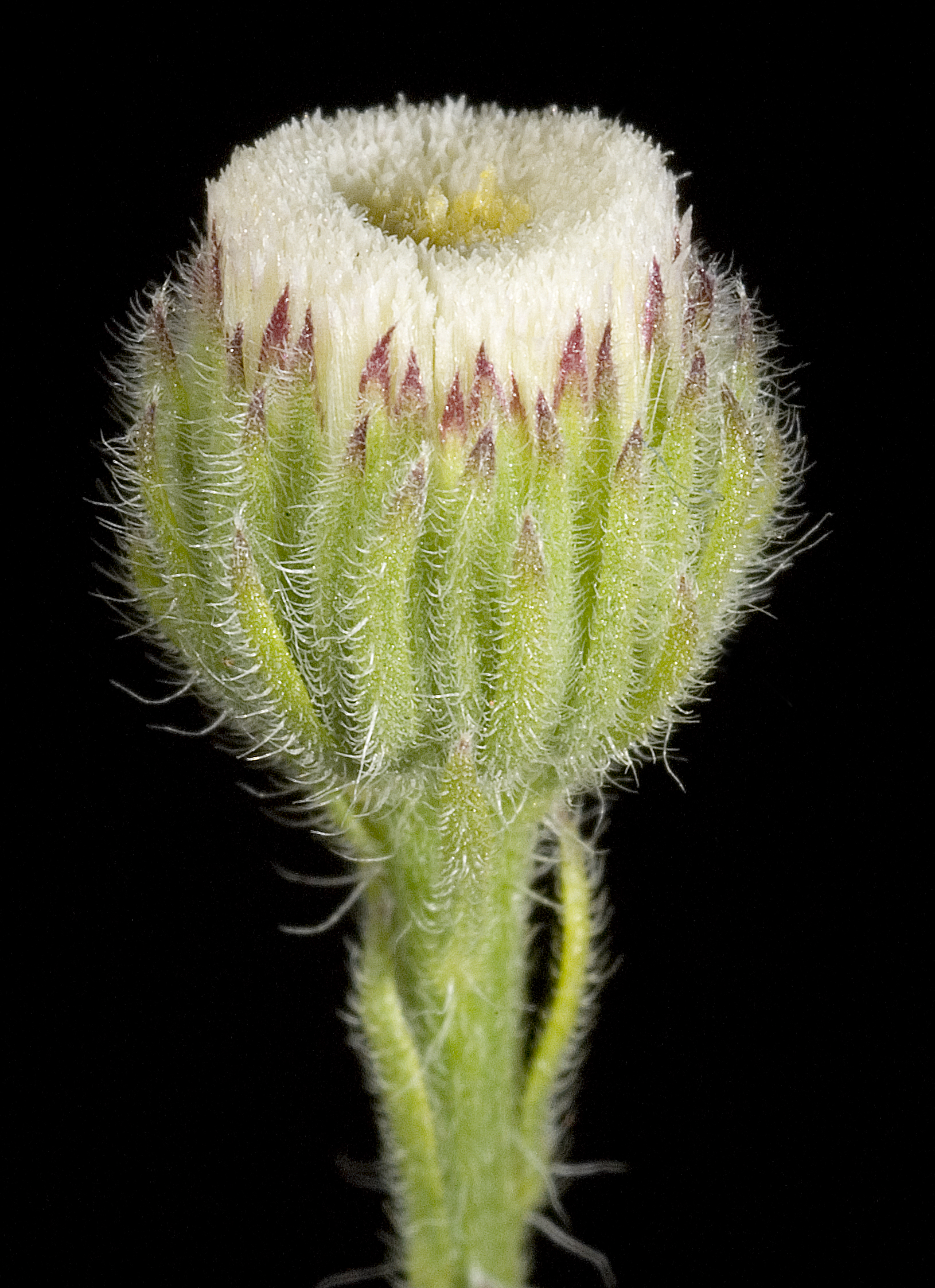
Capitule avec bractées linéaires
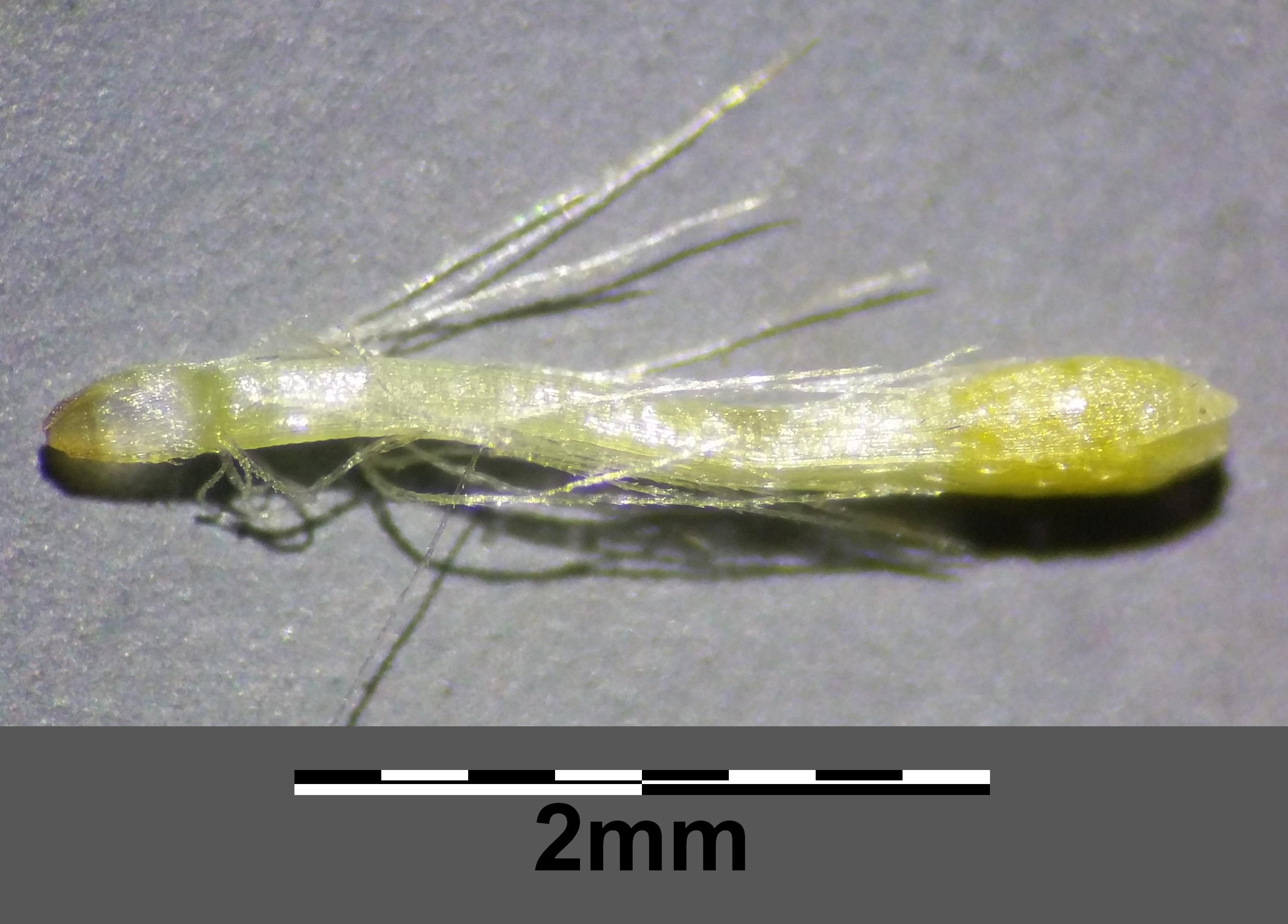
Fleuron
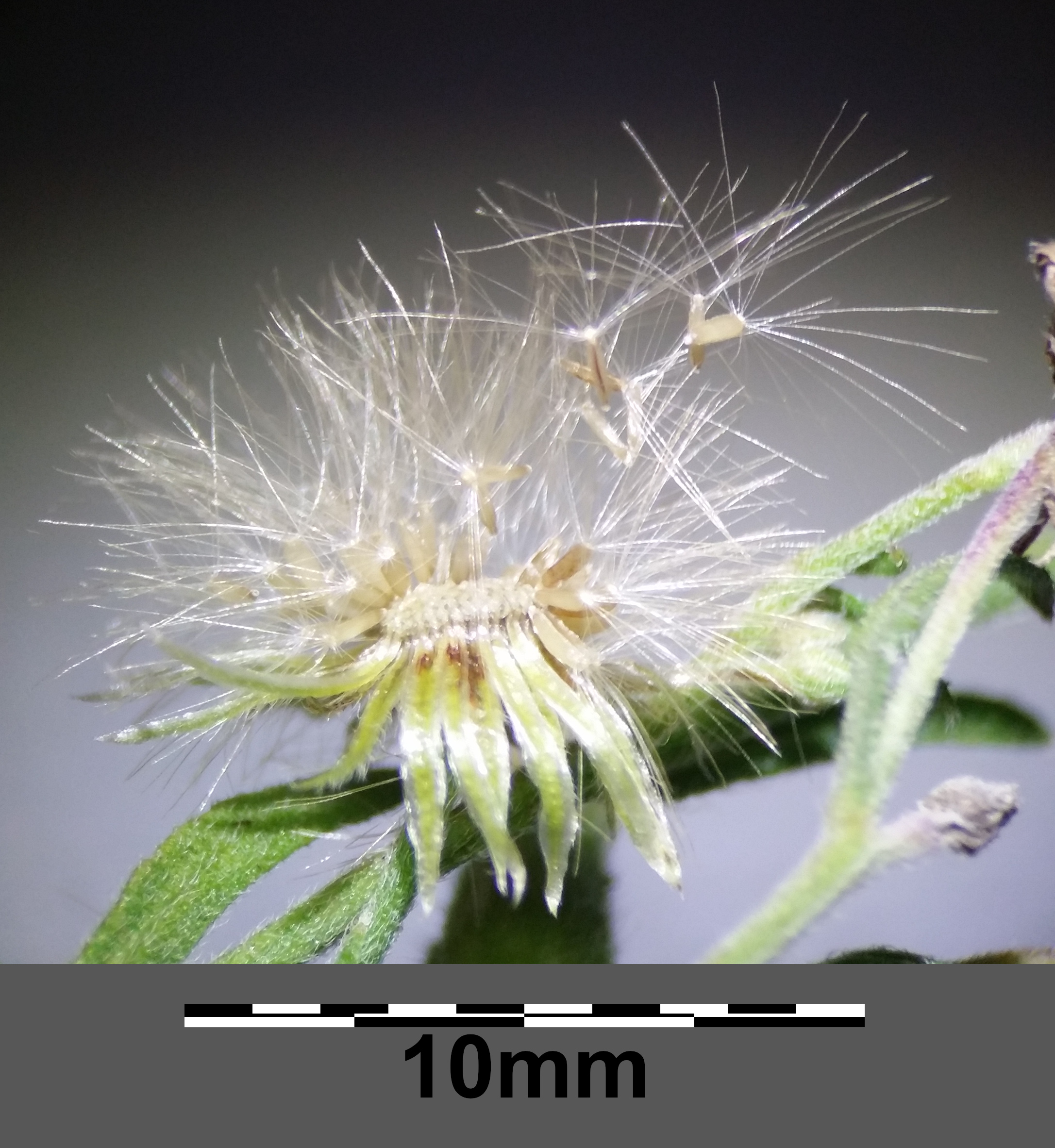
Capitule avec ses fruits
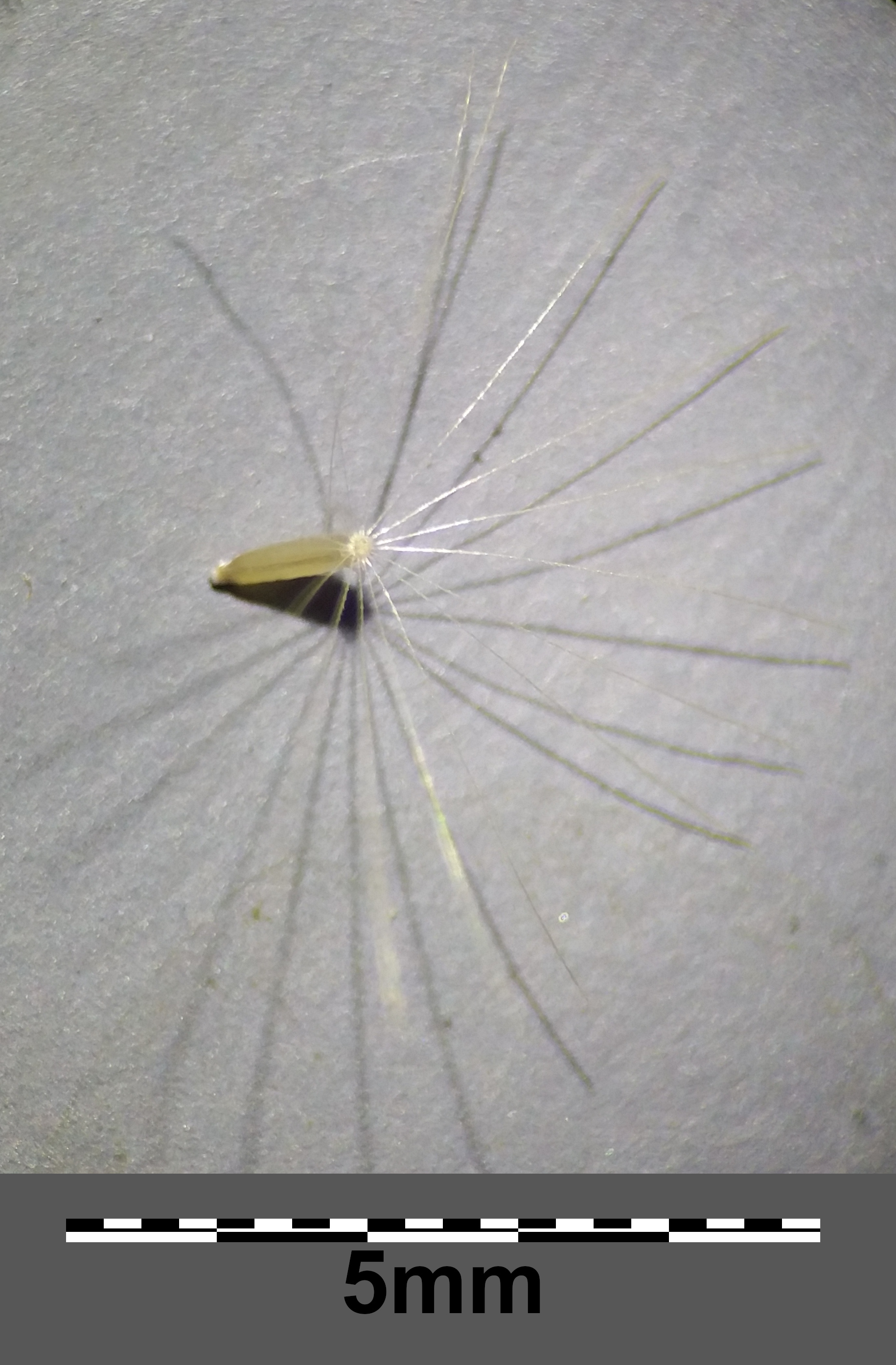
Akène avec pappus

## Distribution
La vergerette de Sumatra est originaire d’Amérique du Sud et d’Amérique centrale, plus précisément selon POWO de: Argentine, Belize, Bolivie, Brésil, Colombie, Costa Rica, Équateur, El Salvador, Guatemala, Guyane, Honduras, Mexique Sud-Est, Nicaragua, Panama, Paraguay, Pérou, Uruguay, Venezuela.
Elle a été introduite dans beaucoup de pays d’Asie, d’Europe et d’Afrique. À Taïwan, elle est très commune dans les terrains vagues et les chantiers de construction, des basses terres jusqu’à 2 000 m. Elle s’est implantée comme adventice précocement à Sumatra.

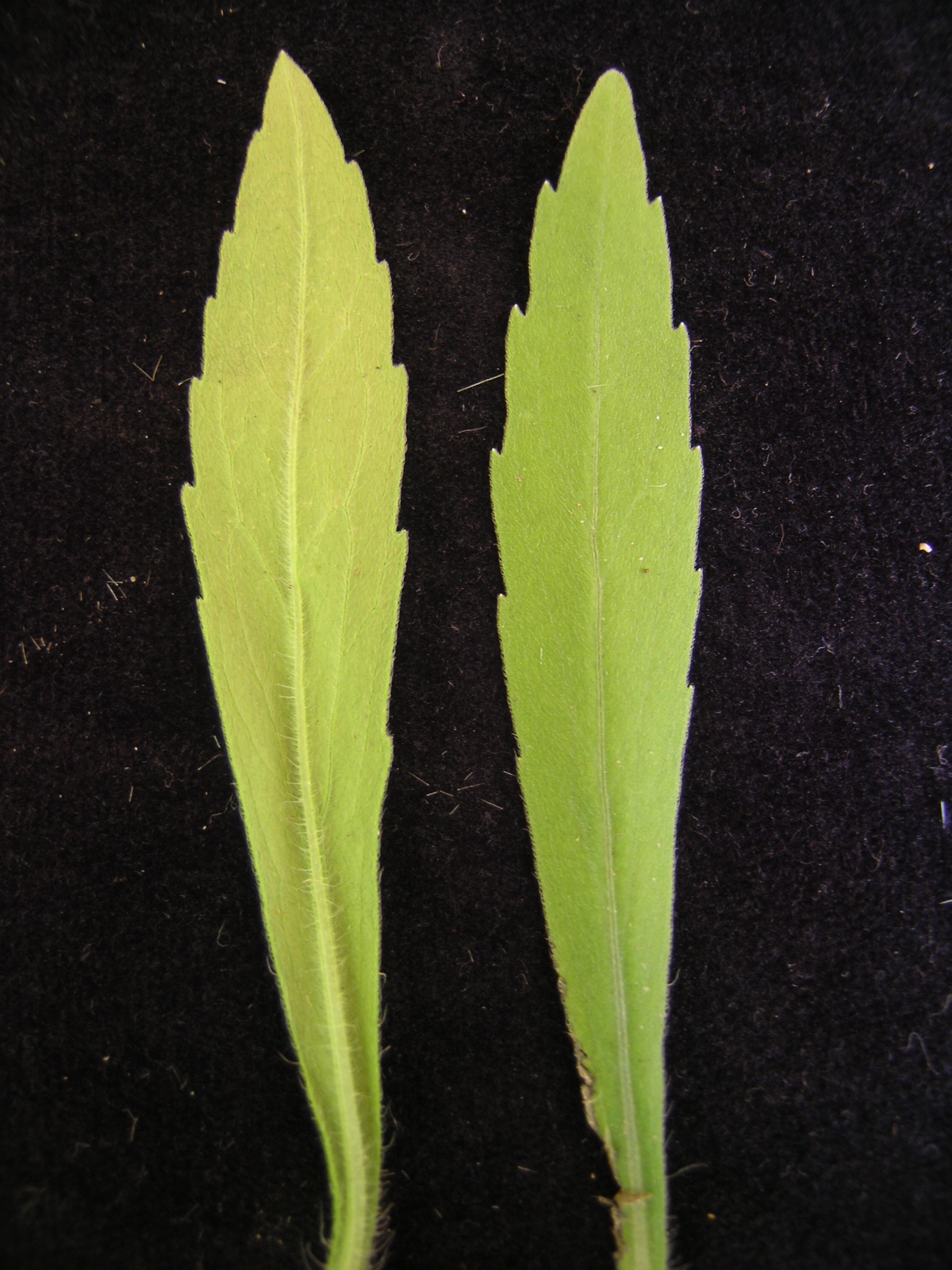
Pilosité de feuille de Conyza sumatrensis

C’est une adventice pionnière en extension dans les cultures en France, dans les vignobles, dans les vergers méditerranéens, et les cultures maraîchères ainsi qu’ en ville et en milieu périurbain, dans les friches industrielles, sur les bords de route et de voies ferrées. Elle est arrivée plus récemment en Europe que la vergerette du Canada mais son extension est plus rapide. De ce fait, elle tend à la supplanter en milieu urbain.
Les vergerettes de Sumatra et du Canada sont difficiles à distinguer. La vergerette du Canada a sur ses feuilles des poils longs et épars, alors que la vergerette de Sumatra a une pilosité nettement plus dense à la base des feuilles, formées de deux rangées de poils courts et longs.

## Taxinomie

### Noms vernaculaires
- Vergerette de Sumatra, vergerette blanchâtre, érigeron blanc, conyza à nombreuses fleurs[13].
- Mille-feuille, camomille-sauvage, fausse-camomille, herbe-bougie, zamal-marron (à la Réunion)[14].
- Vergerette de Barcelone, Vergerette de Naudin[15]

### Synonymes
Selon Catalogue of Life (27 février 2016) :
- Baccharis ivifolia Blanco,
- Conyza albida Willd. ex Spreng.,
- Conyza bonariensis var. microcephala (Cabrera) Cabrera,
- Conyza bonariensis f. subleiotheca Cuatrec.,
- Conyza elata Kunth & Bouché,
- Conyza flahaultiana Sennen,
- Conyza floribunda var. laciniata Cabrera,
- Conyza floribunda var. subleiotheca (Cuatrec.) J.B.Marshall,
- Conyza myriocephala J.Remy,
- Conyza naudinii Bonnet,
- Erigeron albidus (Willd. ex Spreng.) A.Gray,
- Erigeron bonariensis f. glabrata Speg.,
- Erigeron bonariensis var. microcephalus Cabrera,
- Erigeron crispus subsp. naudinii (Bonnet) Bonnier,
- Erigeron erigeron subsp. naudinii (Bonnet) Bonnier,
- Erigeron flahaultianus Thell.,
- Erigeron musashensis Makino,
- Erigeron naudinii (Bonnet) Bonnier,
- Erigeron naudinii (Bonnet) Humbert,
- Erigeron naudinii (Bonnet) P.Fourn.
- Erigeron sumatrensis (Retz.) (basionyme),

### Liste des variétés
Selon Tropicos (27 février 2016) (Attention liste brute contenant possiblement des synonymes) :
- Conyza sumatrensis var. floribunda (Kunth) J.B. Marshall
- Conyza sumatrensis var. leiotheca (S.F. Blake) Pruski & G. Sancho
- Conyza sumatrensis var. sumatrensis